# Solanum tetrandrum
Solanum tetrandrum är en potatisväxtart som beskrevs av Robert Brown. Solanum tetrandrum ingår i släktet skattor som ingår i familjen potatisväxter. Inga underarter finns listade i Catalogue of Life.